# Генэйкозасульфид гексадекатитана
Генэйкозасульфид гексадекатитана — бинарное неорганическое соединение
титана и серы
с формулой Ti16S21,
кристаллы.

## Получение
- Нагревание стехиометрической смеси чистых веществ:

{\displaystyle {\mathsf {16Ti+21S\ {\xrightarrow {1520^{o}C}}\ Ti_{16}S_{21}}}}

## Физические свойства
Генэйкозасульфид гексадекатитана образует кристаллы
тригональной сингонии, пространственная группа R 3m, параметры ячейки a = 0,3441 нм, c = 6,048 нм, Z = 1
.
Соединение образуется по перитектической реакции при температуре 1520 °C.